# Petites ouvrières des Sacrés-Cœurs
Les Petites ouvrières des Sacrés-Cœurs (en latin : Congregationis Sororum Parvarum Operariarum a SS. Cordibus) sont une congrégation religieuse féminine enseignante et hospitalière de droit pontifical. 

## Historique
La congrégation est fondée le 12 septembre 1894 à Acri par le Père François Marie Greco (1857-1931) pour l'enseignement du catéchisme et pour aider les plus pauvres. Sa collaboratrice, Raphaëlle De Vincenti, prononce ses vœux religieux le 21 novembre et prend le nom de sœur Marie Thérèse (1872-1936).
En 1940, les religieuses ouvrent leurs premières maisons à l'étranger, en Albanie, mais sont expulsées du pays en 1945. En 1948, elles commencent à se répandre aux États-Unis. 
L'institut reçoit le décret de louange le 22 décembre 1931 et l'approbation définitive du Saint-Siège le 7 juillet 1940.

## Activités et diffusion
Les sœurs se consacrent à l'enseignement de la jeunesse, à l'aide dans les séminaires et les collèges ecclésiastiques, aux soins des malades et des personnes âgées. 
Elles sont présentes en Italie, Albanie, Argentine, Inde, États-Unis.
La maison généralice est à Rome. 
En 2017, la congrégation comptait 271 sœurs dans 50 maisons.